# Teyuwasu
Teyuwasu barberenai és un nomen dubium d'un gènere de dinosaures saurisquis que hauria tingut una única espècie. Hauria viscut a la fi del període Triàsic en l'estatge geològic del Carnià, fa aproximadament 223 milions d'anys, a Cerro da Alemoa al sud del Brasil.
Es caracteritza pel fet que al fèmur només roman un rudiment del trocanter anterior. Té dues vores paral·leles que corren de proximal a distal.
Les restes d'aquest dinosaure foren atribuïts per Friedrich von Huene el 1938 i 1942 a un etosaure anomenat Hoplitosuchus raui conegut solament per dos osteodermes. Les restes, un fèmur i una tíbia, provenen de la Formació Santa Maria al geoparc de Paleorrota al Brasil. El 1999 Edio-Ernst Kischlat el va presentar a un simposi com una nova espècie.
Kischlat mai no va publicar la seva teoria en una revista reconeguda per la Comissió Internacional de Nomenclatura Zoològica (ICZN), ni tampoc va portar arguments per distingir-lo d'altres troballes de la mateixa època i de la mateixa zona, sobretot el Staurikosaurus pricei Von Huene, que va trobar el fèmur i la tíbia, ni Kischlat no van pas provar de manera concloent que provenien d'un mateix individu, el que roman pel cap baix una hipòtesi provisional.
El nom del gènere prové de la llengua tupí-guaraní per teyu llangardaix i wasu gros, l'espècie barbareani en honor del paleontòleg brasiler Mário Costa Barberena (1934-2013).